# Fannia tucumanensis
Fannia tucumanensis är en tvåvingeart som beskrevs av Albuquerque 1957. Fannia tucumanensis ingår i släktet Fannia och familjen takdansflugor. Inga underarter finns listade i Catalogue of Life.